# Quemado de Güines
Ne doit pas être confondu avec Güines.
Quemado de Güines est une ville et une municipalité de Cuba dans la province de Villa Clara.

## Géographie

### Situation
Quemado de Güines est située sur la côte nord de l'île de Cuba, dans le nord-ouest de la province de Villa Clara, 
sur la rive de la baie de Carahatas (à l'est de la baie de Santa Clara), 
à 269 km à l'est de La Havane 
et 75 km nord-ouest de sa capitale de province Santa Clara — cette dernière incluse dans la municipalité.

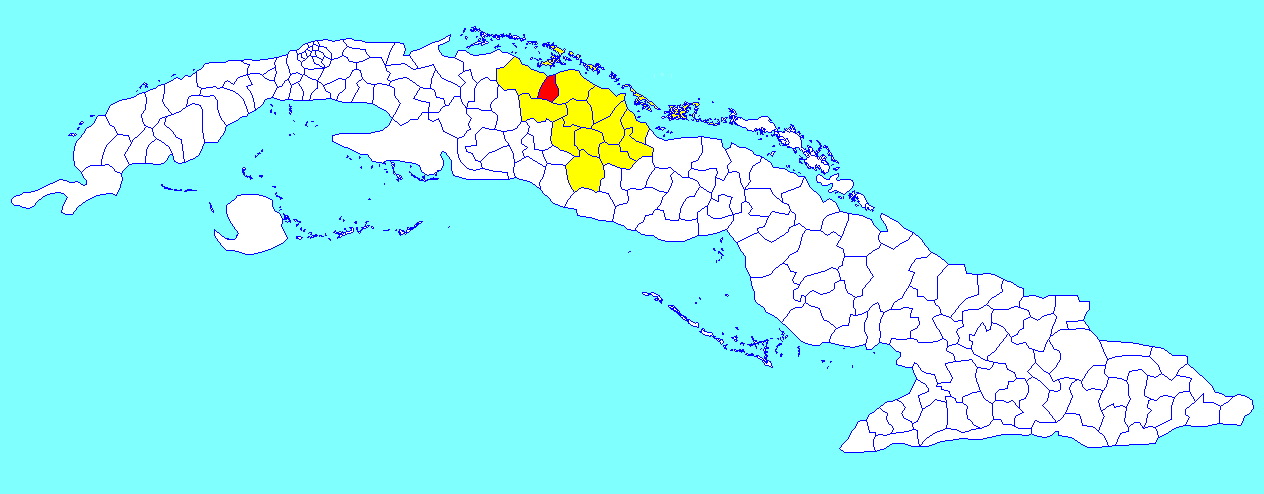
Municipalité de Quemado de Güines dans la province de Villa Clara

### Divisions administratives
La municipalité compte quatre consejos populares :
- La Puya
- José René Riquelme
- Panchito Gómez Toro
- Lutgardita – Carahatas

## Population
En 2022, la population était estimée à 20 533 habitants ; pour une surface de 332,8 km2, la densité de population est de 61,69 habitants/km².

## Personnalités nées à Güines
- Osvaldo Farrés, compositeur, né en 1902